# Hemileuca
Genre
Le genre Hemileuca regroupe des papillons appartenant à la famille des Saturniidae.

## Liste des espèces et sous-espèces
Selon NCBI (19 avr. 2011) :
- Hemileuca burnsi
- Hemileuca chinatiensis
- Hemileuca eglanterina
- Hemileuca electra
  - sous-espèce Hemileuca electra clio
  - sous-espèce Hemileuca electra mojavensis
  - sous-espèce Hemileuca electra rubra
- Hemileuca griffini
- Hemileuca grotei
- Hemileuca hera
- Hemileuca hualapai
- Hemileuca juno
- Hemileuca maia
- Hemileuca neumogeni
- Hemileuca nevadensis
- Hemileuca nuttali
- Hemileuca oliviae
- Hemileuca penninsularis
- Hemileuca stonei
- Hemileuca tricolor